# 304.
◄ | 3. stoljeće | 4. stoljeće | 5. stoljeće | ►
◄ | 270-ih | 280-ih | 290-ih | 300-ih | 310-ih | 320-ih | 330-ih | ►
◄◄ | ◄ | 301. | 302. | 303. | 304. | 305. | 306. | 307. | ► | ►►
Astronomija • Književnost • Kršćanstvo

## Smrti
- 1. travnja – Marcelin, papa

Žrtve progona rimskog cara Dioklecijana:
- 9. travnja – Sveti Demetrije Srijemski, svetac
- 10. travnja –  Sveti Dujam, katolički svetac, solinski biskup
- 27. travnja – Sveti Polion, katolički svetac, vinkovački biskup
- 31. svibnja – Sveti Kancij, Kancijan i Kancijanila, starorimski sveci
- 10. kolovoza – Sveta Filomena, katolička svetica
- 16. rujna – Sveta Eufemija, katolička svetica
- 11. listopada – Sveta Stošija, katolička svetica
- Sveta Lucija, katolička svetica
- Sveti Florijan, katolički svetac
- Sveta Agneza Rimska, katolička svetica

## Vanjske poveznice
|  | Zajednički poslužitelj ima još gradiva o temi 304. |